# Clèveris
Clèveris (en alemany, Kleve) és una ciutat de l'estat alemany de Rin del Nord-Westfàlia, prop de la frontera amb els Països Baixos. És la capital del districte de Clèveris. El 31 de desembre de 2011 tenia 49.621 habitants. L'any 1242 va rebre el títol de ciutat.

## Districtes de la ciutat
Clèveris es divideix en 14 districtes: Bimmen, Brienen, Donsbrüggen, Düffelward, Griethausen, Keeken, Kellen, Materborn, Reichswalde, Rindern, Salmorth, Schenkenschanz, Warbeyen i Wardhausen.

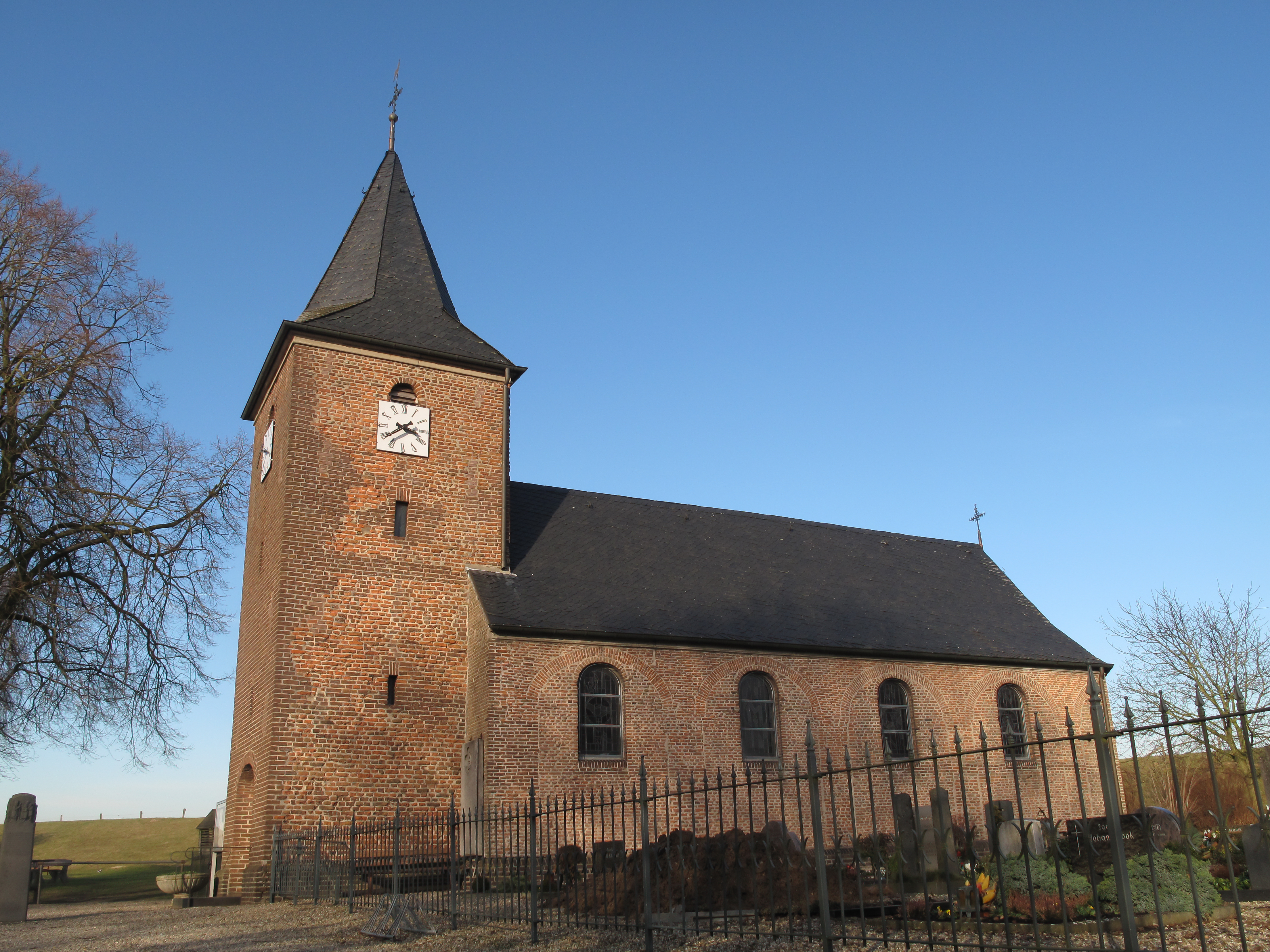
Bimmen, església: Sankt Martinuskirche
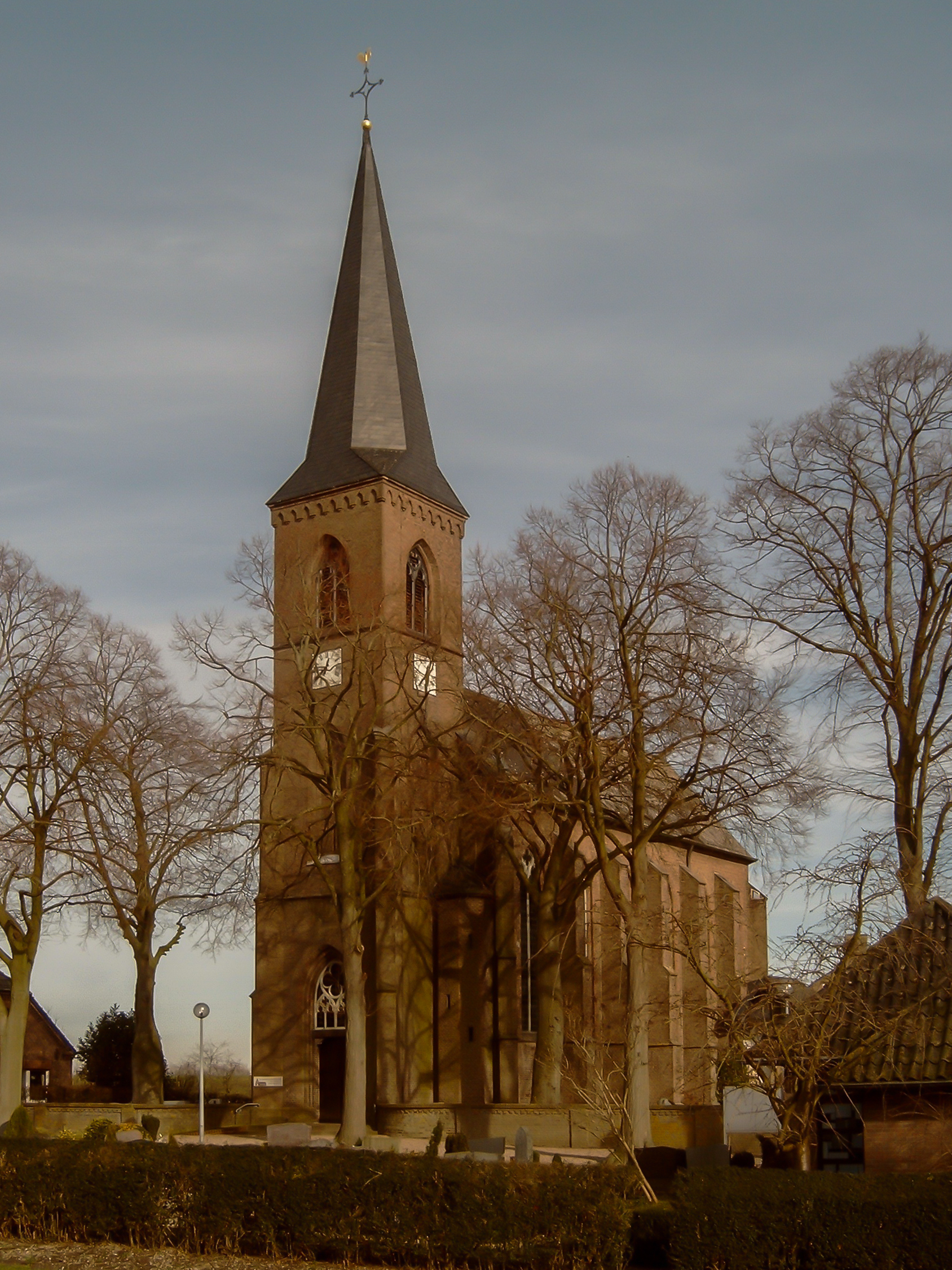
Düffelward, església
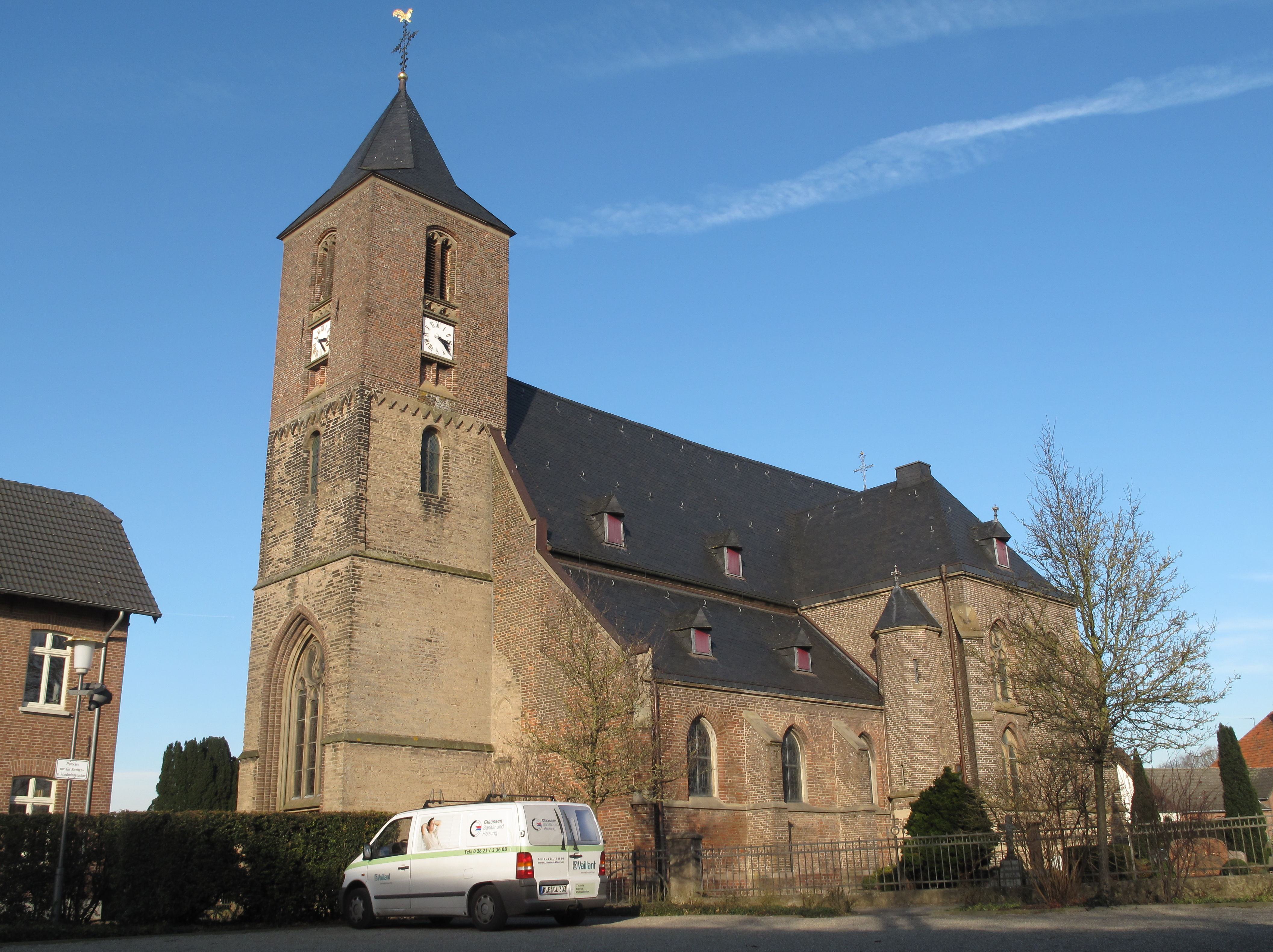
Keeken, església catòlica
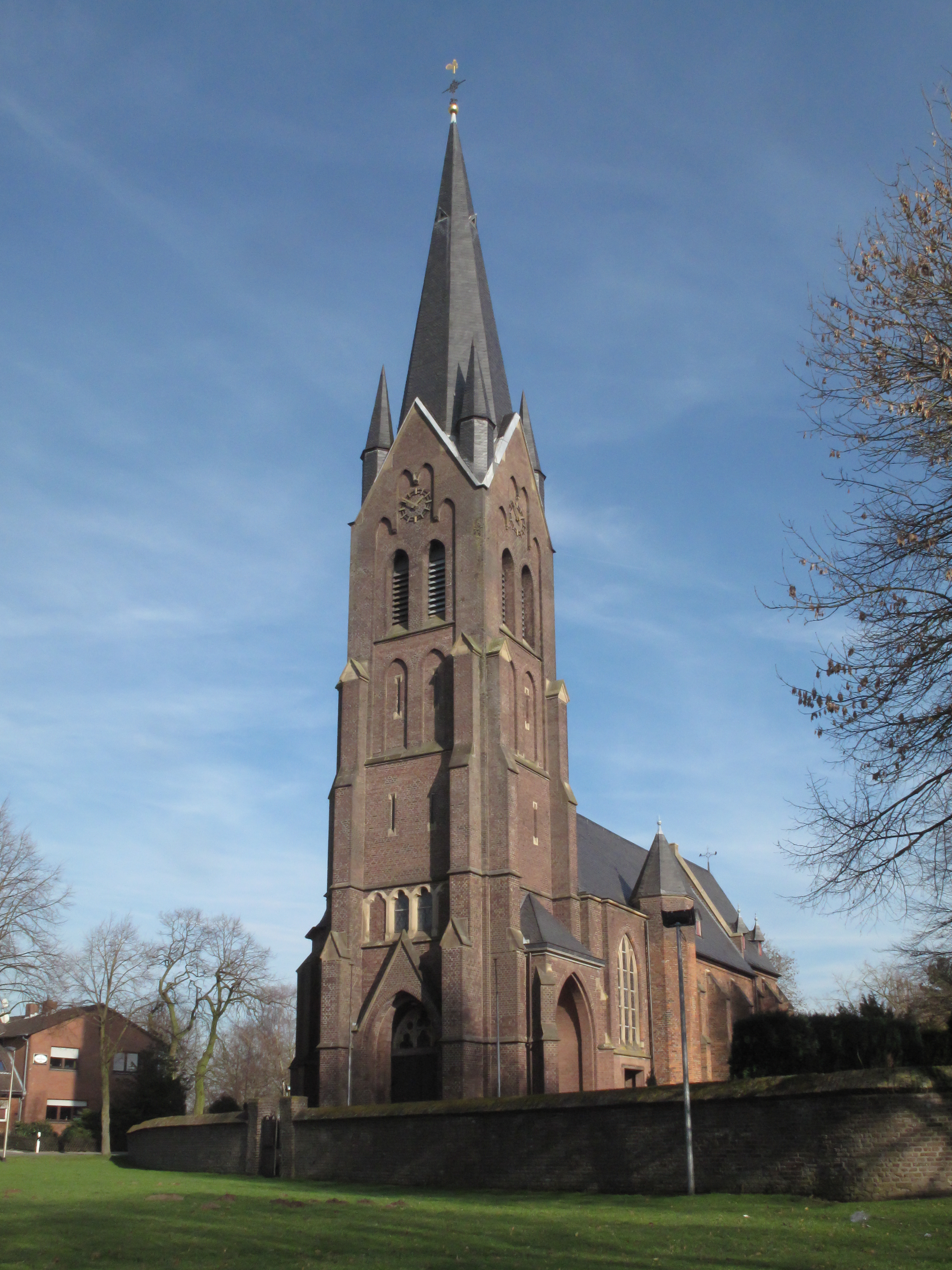
Warbeyen, església: Sankt Hermeskirche

## Ciutadans il·lustres
Diverses persones foren o bé nascuts a la ciutat o hi residiren durant força temps. Es presenten segons la data de naixement.
- Anna de Clèveris (1515-1557), quarta esposa del rei d'Anglaterra Enric VIII
- Joan Maurici de Nassau-Siegen (1604 - 1679), stadhouder de Clèveris
- Govert Flinck (1615-1660), pintor neerlandès, deixeble de Rembrandt van Rijn
- Heinrich Berghaus (1797-1884), geògraf alemany
- Barend Cornelis Koekkoek (1803-1862), pintor neerlandès
- Joseph Beuys (1921-1986), escultor
- Marie Craemer Schleger (..?) soprano.

## Ciutats agermanades
- Fitchburg, Estats Units
- Ronse, Bèlgica
- Worcester, Regne Unit